# Giuseppe Demachi
Giuseppe Demachi (Alessandria, 7 giugno 1732 – Londra, 1791 circa) è stato un compositore italiano.

## Biografia
Nato ad Alessandria, fra il 1763 e il 1765 suonò il violino presso la cappella musicale del Duomo, anno in cui si spostò a Casale Monferrato, dove lavorò con alcune interruzioni fino al 1776 presso i conti Sannazzaro. Cinque anni prima di lasciare l'impiego presso i Sannazzaro, Demachi si era stabilito a Ginevra dove lavorò come primo violinista della prima orchestra professionista della città, la "Concerto di Ginevra of the Societé de Musique", dalla sua nascita, nel 1774. Attorno al 1778 Demachi fu maestro di cappella a Kirchheimbolanden in Renania, presso la principessa Carolina di Nassau-Weilburg, dove, collaborando con il virtuoso del fagotto Johann Christian Stumpff impressionò il ventiduenne Mozart. Si sa per certo che fu a Londra che morì attorno al 1791.

## Opere
Stando alla storia delle sue pubblicazioni, Demachi era un compositore sia prolifico che popolare al suo tempo; le sue opere vanno dalla 1 alla 17, nonostante ci siano parecchie "opera 1", pubblicate da diverse case editrici. La prima di queste è una serie di 6 sonate per violino e basso continuo, pubblicate a Parigi nel 1769. Fra i molti lavori pubblicati si possono trovare 4 sinfonie concertanti, 10 concerti per violino, alcune ouverture orchestrali e una curiosa serie di 6 quartetti per archi, composti intorno al 1780, detti anche "per orchestra": la dicitura "Quartetto overo Concertino per Violino Principale, due Violini di accompagnamento e Violoncello" è particolarmente insolita e facilmente adattabile ad una formazione orchestrale. Compose anche non meno di 56 trio sonata e 18 duetti più altri lavori manoscritti. Comunque Demachi è ricordato principalmente per la sua sinfonia in fa maggiore, altamente programmatica, "Le campane di Roma", un'opera per orchestra colorata ed evocativa che tenta di smentire la nozione di sinfonia classica come una forma di sforzo compositivo invariabilmente astratta.
- 4 sinfonie concertanti
- 6 sonate per violino e b.c.
- 6 quartetti d'archi
- 10 concerti per violino
- 56 trio sonata (di cui 3 trii per tre flauti - Copenaghen - fondo Giedde-, altri 3 trii per tre flauti o violini e il celebre trio in Sol maggiore per Flauto, Oboe e Fagotto)
- 18 duetti

## Discografia
- Fabio Biondi/Europa Galante - Improvvisata - Sinfonie con titoli - Sinfonia "Le campane di Roma" - Virgin Classics